# Iñaki Ortega Cachón
Iñaki Ortega Cachón (Bilbao, 30 de marzo de 1972) es un profesor universitario español. Profesor en la Universidad Internacional de la Rioja (UNIR) y en Deusto Business School, además fue director-gerente de Madrid Emprende. Fue diputado en el Parlamento del País Vasco. Actualmente es director general de la consultora LLYC en Madrid.

## Trayectoria
En 1990 ingresa en Nuevas Generaciones y forma tándem político con Iñaki Oyarzábal. Tras liderar la organización juvenil en Álava, se convierte en 1997 en presidente de Nuevas Generaciones del País Vasco. 

### Parlamento Vasco
Elegido por primera vez como parlamentario en 1998, mantiene dicho cargo hasta 2005 (VI, VII y VIII legislaturas), año en que se traslada a Madrid para incorporarse al equipo directivo municipal. Durante sus tres legislaturas como parlamentario, centró su trabajo en asuntos económicos, educativos, y relativos a la defensa del bilingüismo y de la calidad en la universidad pública. 
La apología de una Universidad del País Vasco desvinculada del mundo etarra ocupó gran parte de su atención como parlamentario, asunto al cual dedicó numerosas iniciativas. Denunció hechos como la presencia de símbolos etarras en las facultades, el caso de Edurne Uriarte o las irregularidades en la concesión de títulos a terroristas. Durante aquellos años compartió escaño con personalidades como Jaime Mayor Oreja, Fernando Buesa, María San Gil, Rosa Díez, Juan José Ibarretxe, Patxi López, Josu Urrutikoetxea o Arnaldo Otegi, entre otros. Por otra parte, Iñaki Ortega fue Coordinador General de Innovación en el Comité Ejecutivo del Partido Popular en el País Vasco, cargo desde el cual promovió la primera legislación en España en materia de apoyo a emprendedores.

### Docencia
Tras licenciarse en Ciencias Económicas y Empresariales por la Universidad del País Vasco (UPV), funda en Vitoria, junto a unos amigos, una academia de apoyo a universitarios que se ve obligado a dejar en 1998, al ser elegido parlamentario. No obstante, su labor como profesor continúa en el Instituto de Marketing del País Vasco. Años más tarde gana por concurso-oposición una plaza como profesor asociado en la UPV, en el Departamento de Economía Aplicada.
Tras llegar a Madrid mantiene su actividad docente y comienza a trabajar en calidad de profesor asociado desde 2007, impartiendo asignaturas relativas al ámbito de la Economía Aplicada. Ha sido profesor con la Universidad Rey Juan Carlos,la Universidad a Distancia de Madrid (UDIMA),Universidad Francisco de Vitoria y la Escuela Diplomática, y ha sido profesor en la Universidad Complutense de Madrid (UCM), la Universidad Politécnica de Madrid (UPM) y la Escuela Superior de Negocios y Tecnología (ESDEN).

### Madrid Emprende
En julio de 2005, tras ser elegido parlamentario por tercera vez, se traslada a Madrid para formar parte del equipo de Alberto Ruíz Gallardón. Bajo las órdenes de Miguel Ángel Villanueva, pone en marcha la Agencia de Desarrollo Económico Municipal Madrid Emprende, cuyo objetivo es ofrecer atención y asesoramiento a emprendedores. En su mandato como gerente de Madrid Emprende, la Agencia recibió, entre otros, los siguientes premios: IEDC (Internacional Economic Development Council) por el mejor proyecto mundial de emprendimiento; COIM (Colegio Oficial de Ingenieros Industriales de Madrid) a la entidad más innovadora; ATA (Federación Nacional de Autónomos) por su apoyo al emprendedor; o EURADA (Agrupación Europea de Agencias de Desarrollo) al mejor material promocional.
En junio de 2014 Iñaki Ortega deja su cargo en Madrid Emprende y pasa a ser Director de Programas en la Deusto Business School. 
LLYC
En diciembre de 2021 se incorpora como Director Senior a la consultora LLYC para liderar la creación y el desarrollo del área Executive de Educación Directiva. 
En julio de 2023 Iñaki Ortega es nombrado director general de la oficina de Madrid de LLYC. 

## Actualidad
Como Director en Deusto Business School ha lanzado programas para directivos, vinculados al ámbito de la innovación. También ha fundado el Club de Emprendimiento Corporativo, que reúne periódicamente a algunas de las más importantes empresas multinacionales que aplican programas de innovación abierta. Además, como profesor asociado de la Universidad Internacional de la Rioja (UNIR), imparte clases en el Grado de Administración y Dirección de Empresas.
Más allá de su labor docente, Iñaki Ortega es articulista habitual en medios de información económica, como Expansión, elEconomista.es, Cinco Días, ABC y El Mundo Es patrono de la Fundación Create y director del estudio Global Entrepreneurship Monitor City of Madrid desde 2010. Coautor de la Ley de apoyo a emprendedores del País Vasco, del Plan de empleo 3Es de la Junta de Extremadura y del Plan Estratégico para el desarrollo económico de Madrid entre otros. Además, ha asesorado pro-bono a países iberoamericanos, gobiernos autonómicos y grandes municipios españoles en sus estrategias de apoyo a autónomos y pymes.

## Obras publicadas
Coautor de los siguientes libros en materia de desarrollo económico:
- Migraciones. Una puerta abierta al desarrollo. Cideal. Madrid 2010
- Manual para realizar un plan de empresa. Madrid Emprende. 2010
- Mujer Emprende. Crear, desarrollar y consolidar. Iberemprende. Madrid 2010
- Actúa contra la crisis. Plataforma Empresa. Madrid 2011.
- Crecer en Franquicia. Tormo. Madrid 2013.

Autor de:
- Políticas Públicas para los emprendedores. Euroeditions. Madrid 2012
- Millennials, inventa tu empleo. UNIR. Madrid 2014.
- Disrupción. Ediciones UNIR. Madrid 2017.
- Generación Z. Plataforma Editorial. Barcelona 2017.
- La revolución de las canas. Planeta. Barcelona 2018.
- Silver Revolution. Verssus. Getxo 2019.
- A revolucao prateada. Verssus. Getxo 2020.